# Maison (Loches, 4 Grande-Rue)
Pour les articles homonymes, voir Maison (homonymie).
La maison (Loches, 4 Grande-Rue) est une ancienne demeure particulière dans la commune de Loches, dans le département français d'Indre-et-Loire.
Les façades et les toitures de cette maison du XVIe siècle sont inscrites comme monument historique en 1962.

## Localisation
La maison est située dans le périmètre protégé par l'enceinte médiévale de Loches, au pied du coteau de la forteresse.

## Histoire
La campagne principale de construction de cette maison remonte au XVIe siècle.
Les étages de la façade sur rue et la toiture de la maison sont inscrites comme monument historique par arrêté du 27 juin 1962.

## Description
Le rez-de-chaussée est très largement remanié mais les fenêtres superposées des premier et second étage sont encadrées de pilastres doriques du XVIe siècle. Les larmiers et les corniches portent sont également décorés de moulures simples, l'ensemble dessinant un caisson entre les deux fenêtres.

## Pour en savoir plus